# Klazz Brothers & Cuba Percussion
Klazz Brothers & Cuba Percussion ist ein internationales Musiker-Quintet, das klassische Musik und Jazz mit lateinamerikanischen Rhythmen verbindet.

## Werdegang
Die Gruppierung ist aus dem Klaviertrio Klazz Brothers hervorgegangen. Es bestand zunächst aus Kilian Forster (Kontrabass), Tobias Forster (Piano) und Tim Hahn (Schlagzeug). Bei einer Kubatournee im Jahr 2000 lernten sie die kubanischen Percussionisten Alexis Herrera Estevez (Timbales) und Elio Rodriguez Luis (Congas) kennen und spielten spontan miteinander. Daraus entwickelte sich das fünfköpfige Ensemble.
Seit dem Weggang von Tobias Forster war ab Dezember 2008 der armenische Pianist David Gazarov Mitglied der Klazz Brothers. Seit 2010 treten Klazz Brothers & Cuba Percussion mit dem aus Kolumbien stammenden Pianisten Bruno Böhmer Camacho auf. Sie begleiteten auch die Sängerin Maria Markesini.
Klazz Brothers & Cuba Percussion erhielten 2003 für "Classic meets Cuba" und 2006 für „Mozart meets Cuba“ den Echo Klassik in der Kategorie „Klassik-ohne-Grenzen“. 2005 wurde das Album "Classic meets Cuba" für den Grammy Award in der Kategorie Best classical crossover album nominiert. Aufgrund der Verkäufe für Jazz Meets Cuba wurden sie mit dem German Jazz Award ausgezeichnet.

## Diskographische Hinweise
- Classic Meets Cuba
- Jazz Meets Cuba (DE: Platin (German Jazz Award))[3]
- Classic Meets Cuba – Symphonic Salsa (mit dem Münchner Rundfunkorchester)
- Mozart Meets Cuba
- Classic Meets Cuba Live
- Klazz Meets The Voice (mit Edson Cordeiro)
- Opera Meets Cuba
- Play Classics
- Best of Classic Meets Cuba
- Chopin Lounge (Klazz Brothers feat. David Gazarov)
- Christmas Meets Cuba
- Classic Meets Cuba II
- Beethoven meets Cuba